# Nototriton lignicola
Nototriton lignicola là một loài kỳ giông trong họ Plethodontidae. Trong tiếng Anh nó thường được gọi là the Cerro de Enmedio Moss Salamander.
Nó là loài đặc hữu của Honduras.
Môi trường sống tự nhiên của chúng là vùng núi ẩm nhiệt đới hoặc cận nhiệt đới.
Nó bị đe dọa do mất môi trường sống.